# Счастье (рассказ)
Счастье — рассказ Антона Павловича Чехова. Написан в 1887 году, впервые опубликован в 1887 году в газете «Новое время» № 4046 от 6 июня с подписью Ан. Чехов.

## Публикации
Рассказ А. П. Чехова «Счастье» написан в 1887 году, впервые опубликован в 1887 году в газете «Новое время» № 4046 от 6 июня с подписью Ан. Чехов. В 1888 году с посвящением Я. П. Полонскому печатался в сборнике «Рассказы», вошёл в издание А. Ф. Маркса.
При жизни Чехова рассказ печатался на немецком, сербскохорватском, словацком и чешском языках.

## Сюжет
Однажды ночью в степи у дороги стерегли отару из трёх тысяч овец два пастуха, старик лет восьмидесяти и молодой парень Санька. Невдалеке от них находился мужчина с лошадью — объездчик Пантелей из Макаровской экономии. Старик разговорился с Пантелеем о нечистой силе, о кладах, которых в данной местности зарыто немало, о заколдованных сокровищах. Сокровища якобы были отобраны у французов во время их отступления из России в 1812 году. Собеседников заинтересовала идея поиска кладов. Сокровища они связывают со счастьем, которое зарыто в земле. Объездчик говорит: «Близок локоть, да не укусишь… Есть счастье, да нет ума искать его». А старик даже не знает, «что он будет делать с кладом, если найдёт его».
Наговорившись к утру, собеседники разошлись. Каждый из них продолжал думать о счастье. Саньку по молодости интересовало не само счастье, «которое было ему не нужно и непонятно, а фантастичность и сказочность человеческого счастья». О чём-то задумались и овцы.

## Критика

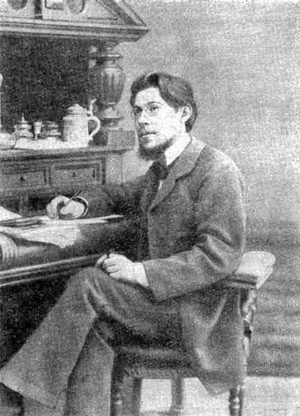
Александр Чехов

Рассказ вызывал восторженные отклики современников. Брат писателя Александр Павлович Чехов писал автору: "«Ну, друже, наделал ты шуму своим последним „степным“ субботником. Вещица — прелесть. О ней только и говорят. Похвалы — самые ожесточённые. Доктора возят больным истрёпанный № как успокаивающее средство. Буренин вторую неделю сочиняет тебе панегирик и никак не может закончить. Находит всё, что высказался недостаточно ясно. В ресторанах на Невском у Дононов и Дюссо, где газеты сменяются ежедневно, старый № с твоим рассказом треплется ещё и до сих пор. Я его видел сегодня утром. Хвалят тебя за то, что в рассказе нет темы, а тем не менее он производит сильное впечатление. Солнечные лучи, которые у тебя скользят при восходе солнца по земле и по листьям травы, вызывают потоки восторгов, а спящие овцы нанесены на бумагу так чудодейственно картинно и живо, что я уверен, что ты сам был бараном, когда испытывал и описывал все эти овечьи чувства. Поздравляю тебя с успехом. Ещё одна такая вещица и „умри, Денис, лучше не напишешь…“».

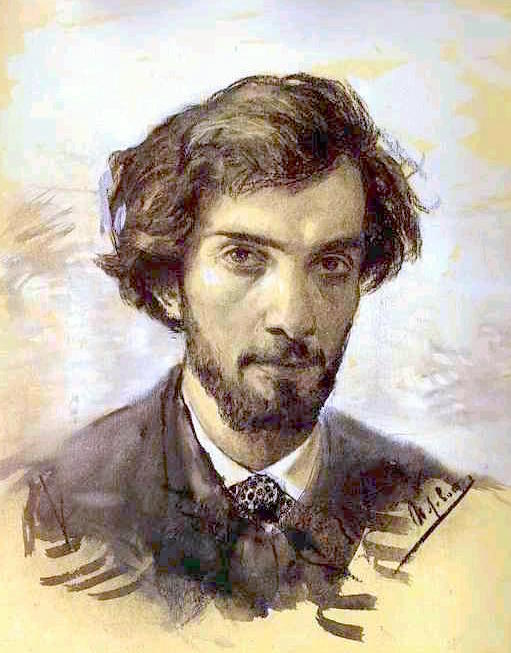
Исаак Левитан

Оценил рассказ художник И. И. Левитан, чья дружба с Чеховым началась в усадьбе Бабкино: «…ты поразил меня как пейзажист. Например: в рассказе „Счастье“ картины степи, курганов, овец поразительны».
«Счастье» было высоко оценено и включено в число лучших (вместе с рассказами «Свирель», «Перекати-поле», «Письмо» и повестью «Степь») в анонимной рецензии на сборник «Рассказы». С точки зрения рецензента, эти произведения «свидетельствуют, с какою любовью наш молодой талантливый беллетрист занимается изучением народных нравов. Его наблюдения в бытовой сфере отличаются замечательною тонкостью, не допускающею ни малейшей утрировки в передаче явлений народной жизни. Действующие в его рассказах лица всегда говорят языком, свойственным той среде, в которой они живут, и в их миросозерцании незаметно ничего искусственного, сочинённого самим автором».
Однако критик К. Арсеньев отнёс рассказ к тем произведениям, которые «слишком бедны и содержанием и отдельными красотами, составляющими иногда главную силу очерков г. Чехова».
В. Гольцев отмечал, что в рассказе «Счастье», пантеистическое мировоззрение принимает у писателя «печальный оттенок».
Расширенный отзыв дал И. В. Джонсон. Он отмечал, что у Чехова период «поверхностного, самодовлеющего юмора» сменила новая фаза «бесстрастного художнического созерцания жизни», напоминающая метод учёного. По его мнению, «весь рассказ — бесподобная художественная вещица с удивительно выдержанным настроением — вряд ли и по замыслу автора представляет только жанровую картинку. Он, кажется, именно символизирует некоторые выводы, сделанные Чеховым из своего изучения жизни ‹…› В нарисованной им жизни, или — если хотите, шире — в той, которую она символизирует, разум и смысл отсутствуют, человек в ней — почти ничто; но не вся жизнь на свете такова. Если, например, взобраться на один из высоких холмов, о которых говорилось выше, то станет видно — „что на этом свете, кроме молчаливой степи и вековых курганов, есть другая жизнь, которой нет дела до зарытого счастья и овечьих мыслей“…».